# Sonny Boy Williamson and Memphis Slim
Sonny Boy Williamson and Memphis Slim — концертний альбом американських блюзових музикантів Сонні Бой Вільямсона і Мемфіса Сліма, випущений у 1964 році лейблом Disques Vogue. Став 48-м випуском у серії «15ᵉ Anniversaire Des Disques Vogue».

## Опис
Цей концертний альбом губного гармоніста/співака Сонні Бой Вільямсона ІІ за участі піаніста Мемфіса Сліма був записаний 1 грудня 1963 року в барі «Blue Bar» в Парижі. Альбом включає сім пісень, шість з яких, це власні пісні Вільямсона (включаючи «Nine Below Zero») і одна версія «The Skies Are Crying» Елмора Джеймса. Слім грає на фортепіано лише на трьох піснях, на інших Вільямсон співає і сам собі акомпанує на гармоніці. Альбом вийшов у 1964 році на французькому лейблі Disques Vogue. Став 48-м випуском у серії «15ᵉ Anniversaire Des Disques Vogue».
Був перевиданий із підзаголовком In Paris.

## Список композицій
1. «The Skies Are Crying» (Елмор Джеймс) — 4:37
2. «Your Funeral and My Trial» (Сонні Бой Вільямсон II) — 4:07
3. «Explain Yourself to Me» (Сонні Бой Вільямсон II) — 4:39
4. «Nine Below Zero» (Сонні Бой Вільямсон II) — 3:39
5. «Fattening Frogs for Snakes» (Сонні Бой Вільямсон II) — 5:40
6. «My One Room Cabin» (Сонні Бой Вільямсон II) — 4:18
7. «Getting Out of Town» (Сонні Бой Вільямсон II) — 5:32

## Учасники запису
- Сонні Бой Вільямсон — губна гармоніка, вокал
- Мемфіс Слім — фортепіано (1, 4, 5)

Технічний персонал
- Прісцилла М. Дадлі — інженер
- Ж.-П. Лелуар — фотографія